# Eriospermum occultum
Eriospermum occultum är en sparrisväxtart som beskrevs av Eily Edith Agnes Archibald. Eriospermum occultum ingår i släktet Eriospermum och familjen sparrisväxter. Inga underarter finns listade i Catalogue of Life.